# Mascherone
Un mascherone è una scultura o una decorazione raffigurante un volto umano, animale o di fantasia. 

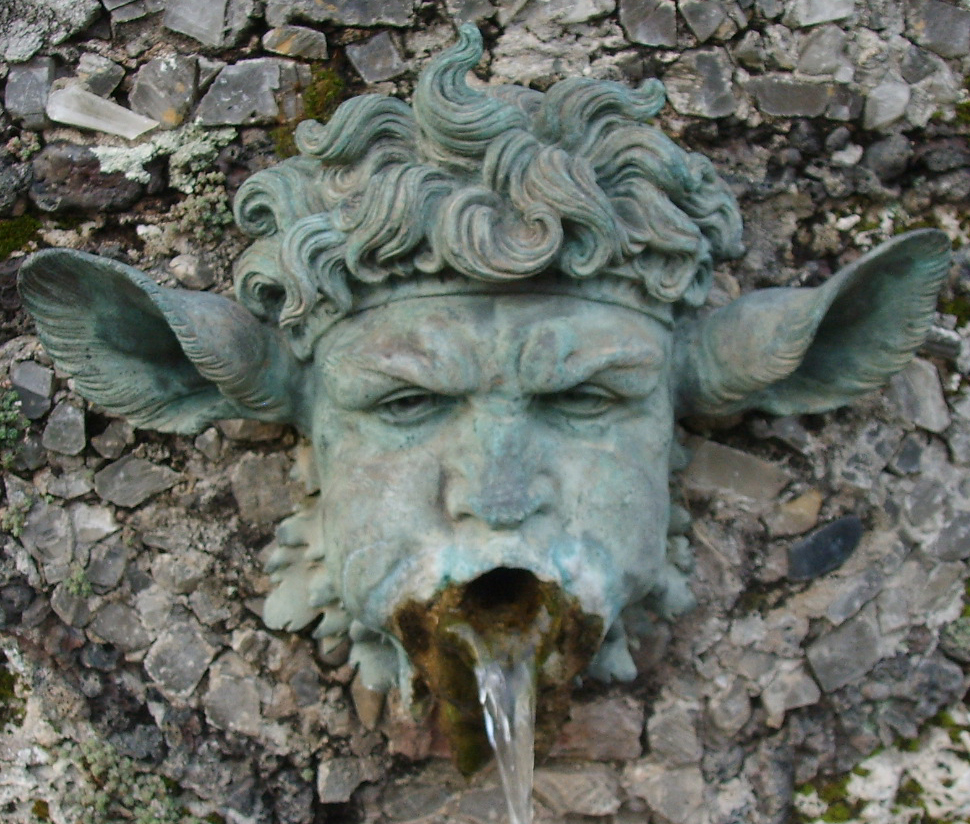
Mascherone in bronzo su una fontana a Lucca

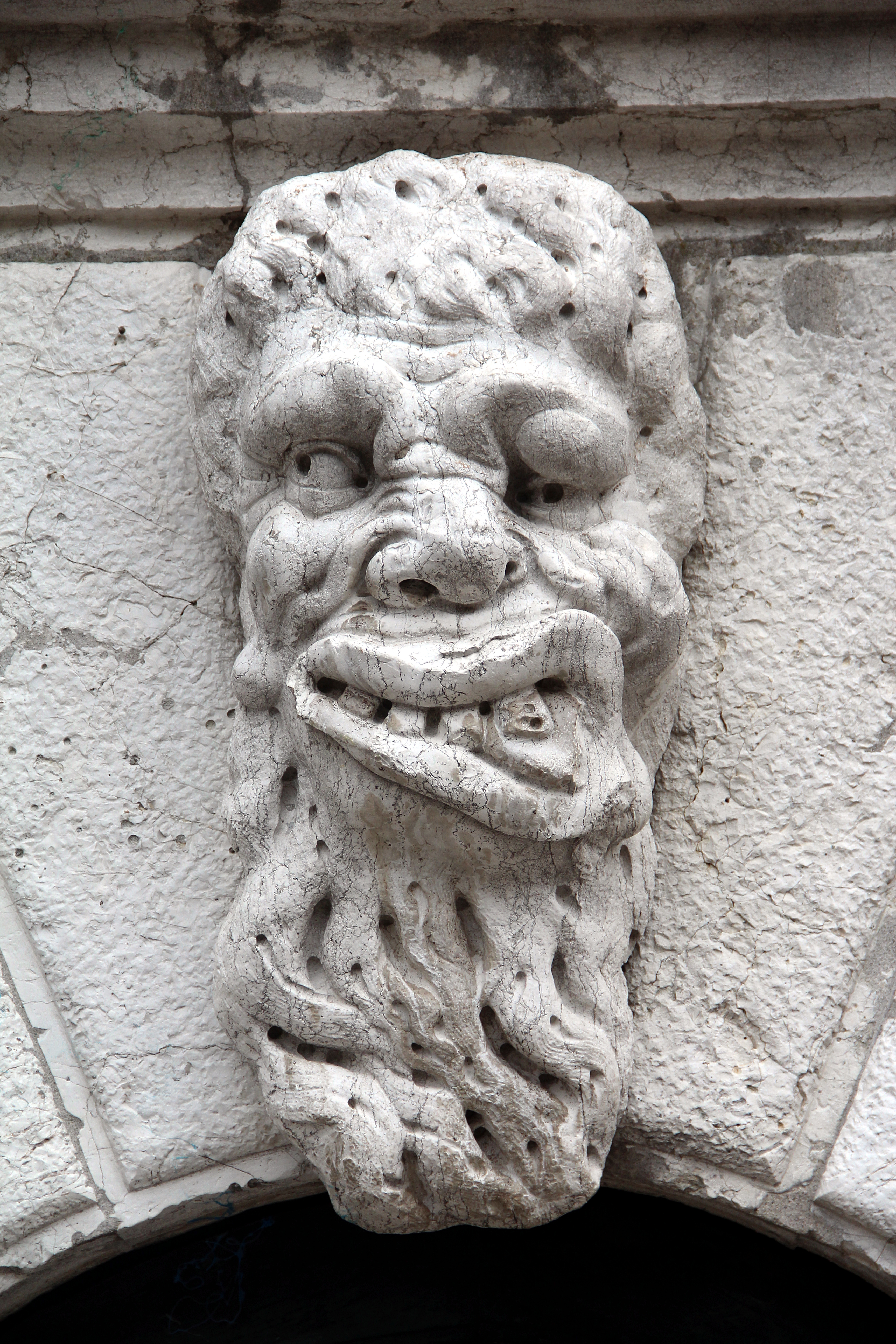
Mascherone che adorna il portale del campanile della Chiesa di Santa Maria Formosa a Venezia.

Nel periodo manierista e barocco, nell'ambito della rivalutazione del grottesco, fu molto usato nella decorazione delle chiavi di volta dei portali e delle roste dei portoni, dove venivano spesso raffigurati sorridenti o viceversa minacciosi o con la linguaccia.
L'origine di tale usanza deriverebbe dall'antica Grecia (in particolare dall'età ellenistica) ed era considerato come un segno di benvenuto mentre nelle colonie italiote acquistò anche un carattere di protezione dalle sventure, alimentato da una forte superstizione dei committenti di tali opere. Un esempio notissimo di mascherone si ha nella cosiddetta Bocca della Verità.
Il mascherone fu usato, dal XVI al XVIII secolo, come motivo decorativo di diverse fontane essendo l'elemento da cui sgorgava l'acqua. Spesso si trova nelle cornici di stemmi scolpiti, su volute, su intarsi pavimentali, sulle suppellettili più preziose; in pittura, prevalentemente, quale elemento decorativo all'interno di cartigli e festoni e con uso frequente nella decorazione di mobili, porcellane e maioliche.